# 津田耕
津田 耕（つだ こう、1923年 - 2003年）は、日本の版画家。元日本宣伝美術会会員。

## 来歴
大阪府岸和田市生まれ。旧制岸和田中学校卒業後、京都高等工芸学校（現・京都工芸繊維大学）に学ぶ。
1952年に積水化学に入社し、宣伝部に所属する。1959年、アートハウスを設立する。1974年にはスタジオパレットを、1997年にシーディーシーを、それぞれ設立した。
2002年に、BSデジタルラジオ320chJFN1 BSジャズギャラリーにて「津田耕ジャズの世界」の放送が開催された。
2003年12月に死去。

## 受賞歴
- 日宣美奨励賞
- 毎日産業デザイン賞
- 日経広告賞
- 産経児童出版賞
- 日本絵本講談社絵本賞
- 読売日本絵本新人賞[1]